# Mintonia mackiei
Mintonia mackiei är en spindelart som beskrevs av Fred R. Wanless 1984. Mintonia mackiei ingår i släktet Mintonia och familjen hoppspindlar. Inga underarter finns listade i Catalogue of Life.